# Ornacieux-Balbins
Ornacieux-Balbins – gmina we Francji, w regionie Owernia-Rodan-Alpy, w departamencie Isère. W 2013 roku liczba ludności wynosiła 840 mieszkańców. 
Gmina została utworzona 1 stycznia 2019 roku z połączenia dwóch ówczesnych gmin: Balbins oraz Ornacieux. Siedzibą gminy została miejscowość Ornacieux. 